# Okostelefon-függőség

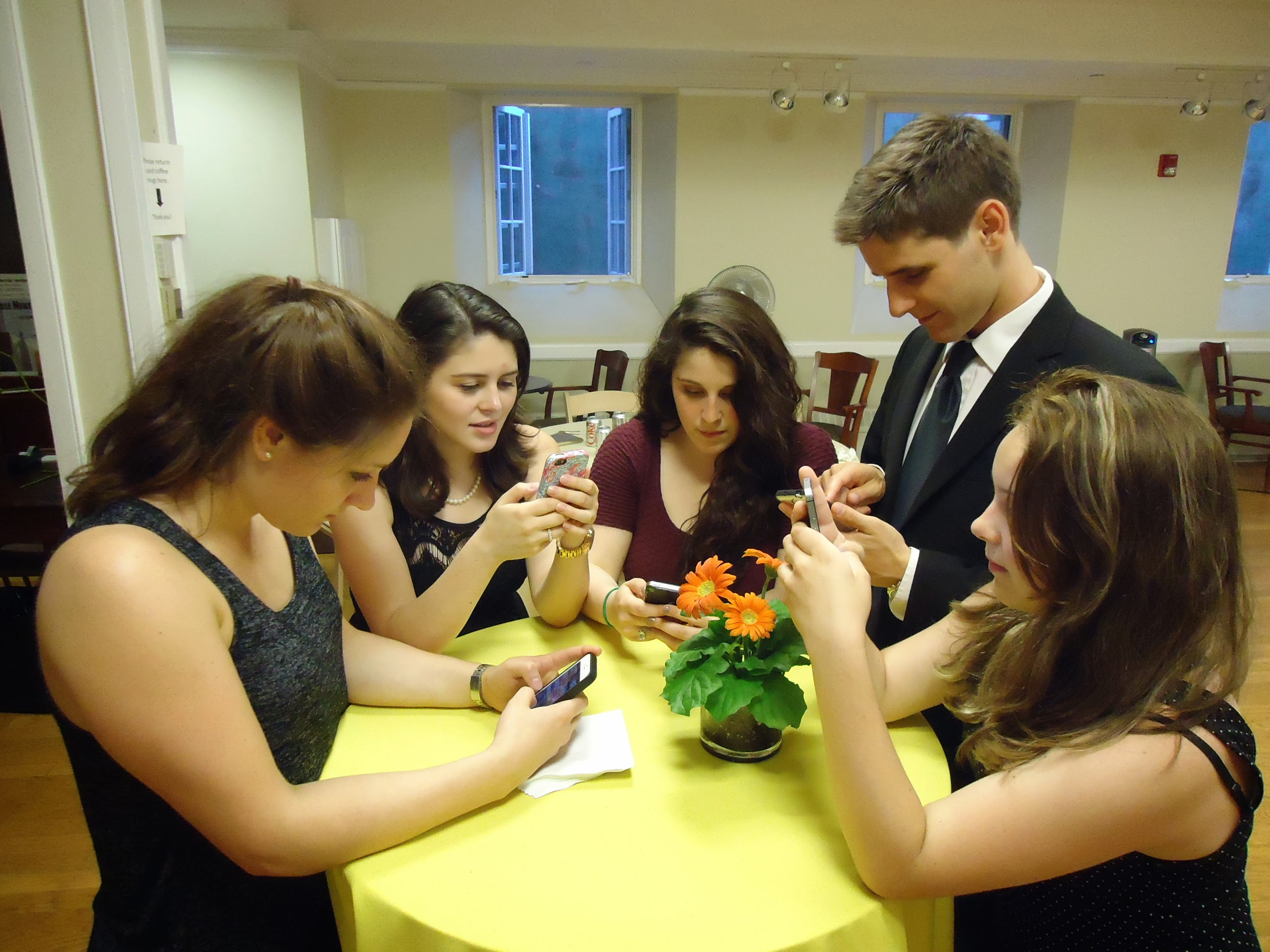
Telefonokra bambuló fiatalok

Az okostelefon-függőség egy olyan aktuális jelenség, amely az okostelefonok az egész világon elterjedt túlzott használatából ered. A készülék népszerűsége multifunkciós jellegéből fakad, hiszen a telefonhívások mellett a felhasználóknak lehetőségük van játszani különböző játékokkal, használni üzenetküldő rendszereket, illetve az eszköz a különböző honlapokhoz (blogok, közösségi oldalak) való hozzáférést is biztosítja. Túlzott használatuk manapság egyre több problémát okoz, többek között csökkenti a személyes társas kapcsolatokat, az iskolai teljesítményt, valamint párkapcsolati problémákhoz is vezethet.

## A túlzott telefonhasználat negatív hatásai
Az infokommunikációs technológiák negatív hatásait többek között olyan jelenségek idézik elő, mint a megosztott figyelem, a multitasking, vagyis a feladatok közti folyamatos váltás és ebből fakadó megszakítás, illetve az információs túlterheltség. A két utóbbi eset csökkenti az információ-befogadási és tanulási képességet. Gyakran balesetekhez vezet a megosztott figyelem (háztartási,közlekedési). Az osztott figyelem elsősorban a szemtől szembeni interakciókban mutatkozik meg. A mobil készülékek jelenléte átirányítja az egyének figyelmét és gondolatait az aktuális interakció helyzeten kívül eső emberekre és helyekre. Ennek köszönhetően a telefonhasználók egyszerre több szociális térben vannak jelen, az egyik a használó fizikai tere, a másik az általa folytatott beszélgetés virtuális tere. Az osztott figyelem számos, az interperszonális kapcsolatokban létrejövő jelenséget von maga után, úgy, mint a mikroszociális töredezettség, valamint a horizontális kapcsolatok kialakulása. A mikroszociális töredezettség abból ered, hogy a mobiltelefonok ma már a szociális kapcsolatok szimbólumai, így egyfajta korlátlan hozzáférést biztosítanak szervezeti és szociális csatornákhoz még abban az esetben is, ha az egyének inaktívak. A készülék lehetővé teszi bármilyen egyénnel vagy csoporttal való kommunikációt távolságtól függetlenül, ennek következtében a felhasználó távolabbi kapcsolatot alakít ki a szemtől szembeni kapcsolatok helyett. A megosztott figyelem, illetve a technikailag közvetített környezet egyfajta kulturális váltást idézett elő, mely a vertikális viszonyokról – hosszú távú munkát, elköteleződést és erőfeszítést igénylő – a horizontális, felszínes, erőfeszítést nem igénylő viszonyokra való áttérést eredményezte.